# 房室ブロック
房室ブロック（ぼうしつブロック、英語: Atrioventricular Block、略称: AV block、AVブロック、AVB）とは、心臓の刺激伝導系において、心房から心室に刺激が伝わらない、または刺激伝導が遅延する病態である。

## 病態
心臓の刺激伝導系は、洞房結節で始まり、まず心房を通りながら心房を収縮させ、房室結節に達する。房室結節は心房が収縮して心室に血液を駆出してから、次いで心室を収縮させるべく、元来、刺激伝導系の中でも刺激伝導の速度の遅い部位である

。
心房から心室への刺激伝導は、奇形が無い限り、ヒス束のみで行われる。その後、心室内を刺激が伝わり、心室が収縮するというサイクルを繰り返す。この心房から心室への刺激伝導に、遅延が発生したり、途絶が発生したりする病態が、房室ブロックである

。

## 分類
房室ブロックは軽症から重症へ大きく3つに分類され、軽症から順に第1度房室ブロック、第2度房室ブロック、第3度房室ブロックと言う。第1度を1°、第2度を2°、第3度を3°、と略して、第1度房室ブロックを1°AVブロック、第2度房室ブロックを2°AVブロック、第3度房室ブロックを3°AVブロック、とも書く。2°AVブロックは更にウェンケバッハ／モービッツ1(Wenckebach / Mobitz I)型2°AVブロックと、モービッツ2(Mobits II)型2°AVブロックとの、2つに分けられる。

### 第1度房室ブロック
心房から心室への刺激伝導は行われるものの、その伝導が遅延する病態である

。
心電図上では、心房の収縮を反映したP波と、心室の収縮を反映したQRS波との間隔に当たる、PQ時間の大部分は、房室結節の中を伝導される時間である

。
第1度房室ブロックは、このPQ時間が0.2秒以上の状態を指す。すなわち、心房の収縮と心室の収縮との間隔が、正常よりも開いている状態である。この状態では無症状である事も多い

。
第1度房室ブロックならば、治療の必要も無い場合が多い。しかし、何らかの疾患が有る場合は、これに対する治療を行なう。

### 第2度房室ブロック

#### Wenckebach型 / Mobitz I型
心電図上で、PQ時間が心拍ごとに延長してゆき、ついには心室に刺激が伝わらなくなりQRS波が1回欠損する。その後の心拍で、QRS波は再び現れる。これは一定の遅延間隔で房室伝導が保たれて居る事を意味するので、後述するモービッツ2型の2°AVブロックよりも軽症であり、この病態ならば、無症状である場合も見られる

。
障害部位は通常は房室結節であり、迷走神経の過緊張による。心臓から充分な血液を駆出できており、血行動態が安定である場合は治療は必要としないものの、原疾患が有る場合はこれに対する治療を行う。これに対して、心臓からの血液の駆出が不充分で、血行動態が不安定な場合は薬物療法を実施する場合が多い。例えば、まずはアトロピン、無効である場合にはドーパミンおよびアドレナリン、これも無効な場合はイソプロテレノールを使用する。

#### Mobitz II型
心房から心室への刺激伝導の速度は正常だが

、心房から心室への刺激伝導が行われたり、行われなかったりする病態である。よって、障害部位はヒス束以下であると判る。このため、PQ時間は特に変動しないものの、突然QRS波が欠損する。
モービッツ2型の場合は突然死し得るので、ウェンケバッハ型の第2度AVブロックよりも重症である。心臓ペースメーカーを取り付ける必要性も検討される。治療としては、原則としては一時的ペーシングを行なうが、ペーシング準備中には血行不安定型Wenckebach型と同様の薬物投与を行なう。また、根治療法として、心臓ペースメーカー植え込みを考慮する。

### 第3度房室ブロック
刺激伝導系の障害により、心房から心室への刺激伝導が一切行われない病態であり

、完全房室ブロックとも言う。この結果、心房と心室はそれぞれ独立して収縮するため、心電図上では、P波とQRS波がそれぞれ独立した別々の間隔で現れる。また、時に巨大なI音（大砲音）が聞かれる。
治療としては、原則としては一時的ペーシングを行なうが、ペーシング準備中には血行不安定型Wenckebach型と同様の薬物投与を実施する。また、根治療法として、心臓ペースメーカー植え込みを考慮する。